# Wertpapierbörse

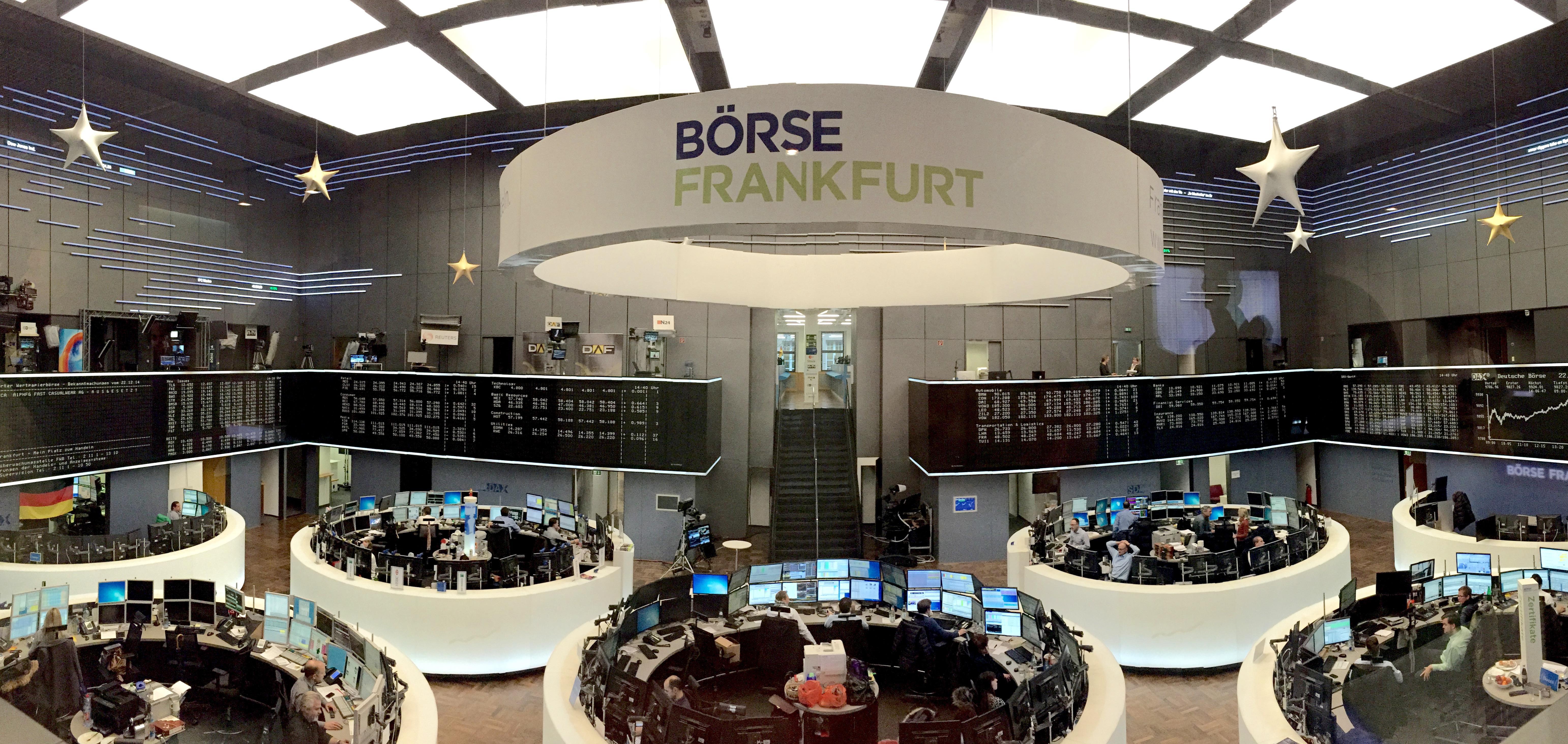
Börse Frankfurt, Handelssaal

Die Wertpapierbörse (auch Effektenbörse; englisch stock exchange) ist eine Börse, an der als Handelsobjekte Wertpapiere gehandelt werden.

## Allgemeines
Börsen unterscheiden sich durch die an ihnen gehandelten Handelsobjekte. Während es bei Wertpapierbörsen als Handelsobjekte Wertpapiere gibt, sind bei Warenbörsen die Handelsobjekte standardisierte Rohstoffe und Naturprodukte wie etwa Erdöl, Getreide, Metalle, elektrischer Strom oder Baumwolle (Commodities). Als Geschäftsarten kennen die Wertpapierbörsen das Kassageschäft oder das Termingeschäft (auch Terminkontrakt), die sowohl Börsengeschäfte mit kommerziellem Hintergrund als auch Spekulationsgeschäfte ermöglichen.

## Geschichte
Die Anfänge des Kreditwesens liegen in Italien im Spätmittelalter. Die ersten Börsen entstanden als Warenbörsen. Als erste gilt die Warenbörse von Lucca, die seit dem Jahre 1111 Geldwechsler und Gewürzhändler im Hof der Kathedrale zusammenbrachte.
Um 1300 trugen venezianische Kreditgeber Schiefertafeln mit Informationen über die verschiedenen zum Verkauf stehenden Anleihen bei sich und trafen sich mit ihren Kunden, ähnlich wie es heute ein Makler tut. Venezianische Kaufleute führten das Prinzip des Schuldentauschs zwischen Geldverleihern ein; ein Kreditgeber, der einen risikoreichen, hochverzinslichen Kredit loswerden wollte, konnte ihn gegen einen anderen Kredit bei einem anderen Kreditgeber eintauschen. Diese Kreditgeber kauften auch Staatsanleihen. Jahrhunderts, Schuldtitel an die ersten Privatanleger zu verkaufen. Die Venezianer waren führend auf diesem Gebiet und begannen als erste mit Wertpapieren anderer Regierungen zu handeln, ohne jedoch in den privaten Handel mit Indien einzusteigen. Auch auf dem Landweg stellten die Italiener keine Verbindung zur chinesischen Seidenstraße her. Entlang der potenziellen Handelsroute auf dem Landweg schlug der habsburgische (österreichische) Kaiser Friedrich II. im Jahr 1241 die Vorstöße des mongolischen Batu Kahn (Goldene Horde) zurück.
Die ab 1409 in Brügge vor dem Haus der Gründerfamilie van der Beurse stattfindende Börse vermittelte abwesende Güter und Wechsel. Weil hier auch Wechsel als Wertpapierart gehandelt wurden, gilt sie als weltweit erste Wertpapierbörse.

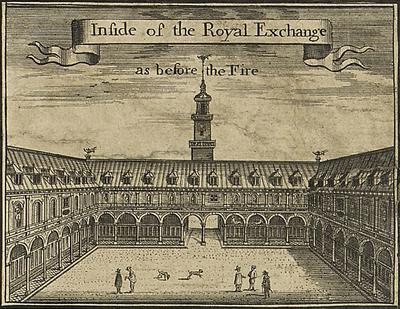
Die ursprüngliche Royal Exchange kurz vor dem Großen Brand 1666

Als erste ausschließliche Wertpapierbörse im heutigen Sinne gilt die in London am 23. Januar 1571 eröffnete Royal Exchange, deren Gebäude dem Großen Brand vom September 1666 zum Opfer fiel. Die zuvor im Jahre 1558 eröffnete Hamburger Börse war eine Mischbörse, an der Großhandelsgeschäfte aller Art, Geld- und Wechselgeschäfte, Versicherungs- und Frachtgeschäfte sowie auch Geschäfte mit Wertpapieren abgeschlossen wurden. Es folgte 1611 die zunächst als Warenbörse (niederländisch goederenbeurs) gegründete und 1612 als Wertpapierbörse (niederländisch effectenbeurs) eröffnete Amsterdamer Börse, nachdem die im März 1602 gegründete Niederländische Ostindien-Kompanie ihren hohen Kapitalbedarf durch Aktienverkauf in der Öffentlichkeit finanzierte. Im Jahre 1747 zeigte ihr „Fonds-Courszettel“ insgesamt 35 Anleihen und 6 Aktien.
Unter den Wissenschaftlern herrscht wenig Einigkeit darüber, wann zum ersten Mal mit Unternehmensaktien gehandelt wurde. Einige sehen das Schlüsselereignis in der Gründung der Niederländischen Ostindien-Kompanie im Jahr 1602, während andere auf viel frühere Entwicklungen verweisen (Brügge, Antwerpen 1531 und Lyon 1548). Das erste Buch in der Geschichte der Wertpapierbörse, Das Verwirrspiel der Verwirrungen, wurde von dem niederländisch-jüdischen Händler Joseph de la Vega verfasst, und die Amsterdamer Börse wird oft als der älteste „moderne“ Wertpapiermarkt der Welt angesehen. Die Wirtschaftswissenschaftlerin Ulrike Malmendier von der Universität von Kalifornien in Berkeley behauptet hingegen, dass es bereits im antiken Rom einen Aktienmarkt gab, der auf die etruskischen „Argentari“ zurückgeht.
In der Römischen Republik, die jahrhundertelang vor der Gründung des Imperiums existierte, gab es societates publicanorum, Organisationen von Bauunternehmern oder Pächtern, die für die Regierung Tempel bauten und andere Dienste leisteten. Einer dieser Dienste war die Fütterung von Gänsen auf dem Kapitolshügel als Belohnung für die Vögel, die 390 v. Chr. durch ihr Hupen vor einer gallischen Invasion gewarnt hatten. Die Teilnehmer an solchen Organisationen hatten Partes oder Anteile, ein Konzept, das der Staatsmann und Redner Cicero mehrfach erwähnt. In einer Rede spricht Cicero von „Anteilen, die damals einen sehr hohen Preis hatten“. Diese Belege deuten nach Ansicht von Malmendier darauf hin, dass die Instrumente handelbar waren und ihr Wert je nach Erfolg einer Organisation schwankte. In der Kaiserzeit gerieten die societas in Vergessenheit, da die meisten ihrer Aufgaben von direkten Vertretern des Staates übernommen wurden.
Handelbare Anleihen als gängige Form der Sicherheit sind eine jüngere Innovation, die von den italienischen Stadtstaaten des späten Mittelalters und der frühen Renaissance vorangetrieben wurde.
Joseph de la Vega, auch bekannt als Joseph Penso de la Vega und unter anderen Varianten seines Namens, war ein Amsterdamer Händler aus einer spanisch-jüdischen Familie und ein produktiver Schriftsteller sowie ein erfolgreicher Geschäftsmann im Amsterdam des 17. Jahrhunderts. In seinem 1688 veröffentlichten Buch Confusion of Confusions erläuterte er die Funktionsweise der Amsterdamer Börse. Es war das erste Buch über den Aktienhandel und das Innenleben der Börse, das in Form eines Dialogs zwischen einem Kaufmann, einem Aktionär und einem Philosophen verfasst wurde. Das Buch beschrieb einen Markt, der anspruchsvoll war, aber auch zu Exzessen neigte, und de la Vega gab seinen Lesern Ratschläge zu Themen wie der Unvorhersehbarkeit von Marktveränderungen und der Bedeutung von Geduld bei Investitionen.
In England wollte der niederländische König Wilhelm III. die Finanzen des Königreichs modernisieren, um seine Kriege zu finanzieren, und so wurden 1693 die ersten Staatsanleihen ausgegeben und im Jahr darauf die Bank of England gegründet. Bald darauf begannen englische Aktiengesellschaften, an die Börse zu gehen.
Die ersten Börsenmakler Londons wurden jedoch aus dem alten Handelszentrum, der Royal Exchange, verbannt, angeblich wegen ihrer rüden Umgangsformen. Stattdessen wurde der neue Handel von den Kaffeehäusern entlang der Exchange Alley aus betrieben. Im Jahr 1698 gab ein Makler namens John Castaing, der in Jonathan's Coffee House arbeitete, regelmäßig Listen mit Aktien- und Rohstoffpreisen heraus. Diese Listen markieren den Beginn der Londoner Börse.
Eine der größten Finanzblasen der Geschichte ereignete sich um 1720. Im Mittelpunkt standen die Südseekompanie, die 1711 gegründet worden war, um den englischen Handel mit Südamerika zu betreiben, und die Mississippi-Kompanie, die sich auf den Handel mit der französischen Kolonie Louisiana konzentrierte und von dem transplantierten schottischen Finanzier John Law angepriesen wurde, der in Wirklichkeit als Frankreichs Zentralbanker fungierte. Investoren stürzten sich auf Anteile an beiden Unternehmen und auf alles, was sonst noch verfügbar war. Im Jahr 1720, auf dem Höhepunkt der Manie, gab es sogar ein Angebot für „eine Gesellschaft zur Durchführung eines Unternehmens von großem Vorteil, aber niemand weiß, was es ist“.
Am 9. September 1585 eröffnete die Börse Frankfurt vorwiegend noch als Wechselbörse, 1797 erschien hier erstmals ein gedruckter Effektenzettel; als erste Aktie notierte hier 1820 die Aktie der Oesterreichischen Nationalbank. Die erste kommerzielle Pariser Börse gab es im Jahre 1639, als die Funktionen von Waren- und Aktienbörse getrennt wurden. Ein Dekret vom 2. April 1639 gab den Händlern die Bezeichnung Aktienhändler (französisch agents de change), deren amtlicher Handel die Bezeichnung „Parkett“ (französisch parquet) erhielt. Seitdem wird jeder Börsensaal als Parkett und der Handel hierin als Parketthandel bezeichnet. Die Züricher Sensalenordnung vom 13. Mai 1663 regelte die Organisation der Börsenmakler („Sensalen“). Im Jahre 1698 mussten die Londoner Aktienhändler wegen ihres rüpelhaften Benehmens die Royal Exchange verlassen und schlossen ihre Geschäfte vorerst im „Jonathan's Coffee-House“, bis sie 1773 das neue Gebäude der London Stock Exchange beziehen konnten. Die Wiener Börse wurde am 1. August 1771 durch Patent von Maria Theresia gegründet. Anfangs wurden nur Anleihen, Wechsel und Devisen gehandelt. Die Oesterreichische Nationalbank war 1818 die erste Aktiengesellschaft, die an der Wiener Börse notierte.
Die US-amerikanische New York Stock Exchange (NYSE) entstand am 17. Mai 1792 durch eine Vereinbarung („Buttonwood Agreement“) zwischen 24 Brokern, erste an der NYSE gehandelte Aktie war die der Bank of New York. In der Gründerzeit verlor der Handel mit Staatsanleihen an Bedeutung, ab 1870 nahm weltweit der Aktienhandel deutlich zu. Mit dem Eisenbahnbau blühten auch die Stahlindustrie und der Maschinenbau auf, die Gründung kapitalintensiver Aktiengesellschaften war die Folge. Die bereits seit Juni 1685 bestehende Börse Berlin nahm erst 1820 den Wertpapierhandel auf. Hatte der Kurszettel der Berliner Börse 1842 nur sechs Eisenbahnpapiere notiert, waren es 1844 schon 29 und 1846 bereits 50 Emissionen. Ein erstes Börsengesetz vom Juni 1896 vereinheitlichte die Organisation der damals 29 deutschen Börsen. In der Schweiz stellte inzwischen 1884 das „Gesetz über die Gewerbe der Effektensensale und Börsenagenten“ alle Börsen (insbesondere Genf, gegründet 1850; Zürich, Ringhandel seit 1873; Basel, 1876) unter Staatsaufsicht.
Im Januar 1935 legte während der Nazizeit ein Gesetz die damals bestehenden 21 deutschen Börsen zu neun Börsen zusammen, zwölf mussten schließen. Nach dem Zweiten Weltkrieg eröffnete als erste am 9. Juli 1945 die Hamburger Börse, München folgte im August 1945, Düsseldorf im April 1946. Die Elektronisierung der Wertpapierbörsen ersetzte ab 1971 zunehmend den Parketthandel, weil die Computersysteme in jeder Phase des Handelsprozesses ihren Einsatz fanden. Die erste Automatisierungsstufe hieß computerunterstützter Parketthandel, bei dem einzelne Transaktionsphasen elektronisch unterstützt wurden. Hierbei führte im Februar 1971 die NASDAQ ein bildschirmgestütztes Handelssystem ein, das sie zur ersten elektronischen Börse machte. Es folgte der computerunterstützte Handel, danach kamen Computerhandelssysteme zum Einsatz und schließlich folgte die Computerbörse, die völlig ohne Parketthandel auskommt.
Der deutsche Gesetzgeber erkannte den elektronischen Vertragsabschluss erst im Juli 1989 an. Diese Regelungen erfolgten im Börsengesetz und ermöglichten den elektronischen Börsenhandel. Im Juli 1988 führte die Börse Frankfurt den DAX ein, im Oktober 1998 ermöglichte die Einführung des „Xetra Release 3“ den elektronischen Handel von etwa 2000 Aktien, 370 Anleihen und 28 Aktienoptionsscheinen zu Lasten des Parketthandels. Er leitete die Wertpapierorders der Kreditinstitute direkt an die Börse und somit in das Orderbuch der Skontroführer. In der Schweiz wurde der Ringhandel im August 1996 eingestellt, nachdem am 8. Dezember 1995 der elektronische Handel mit ausländischen Aktien eingeführt, ab 2. August 1996 der elektronische Handel in Schweizer Aktien und Optionen und ab 16. August 1996 in Obligationen begonnen hatte.
Das Vierte Finanzmarktförderungsgesetz vom Juli 2002 stellte die Weichen für die elektronische Kursbildung, wodurch die Bedeutung elektronischer Handelssysteme tendenziell zunahm. Nachdem die Frankfurter Wertpapierbörse bereits 93 % aller Wertpapiere elektronisch handelte und abwickelte, wurde hier der Parketthandel endgültig im Mai 2011 eingestellt.
Die im September 2000 gegründete Euronext, zu der die Börsen in Paris, Amsterdam, Brüssel und Lissabon gehören, hatte eine Fusionswelle unter Börsen ins Rollen gebracht. Im Dezember 2006 fusionierte sie mit der NYSE zur „NYSE Euronext“, die im Juni 2014 wieder aufgelöst wurde. Die London Stock Exchange fusionierte im Oktober 2007 mit der Borsa Italiana. Im März 2017 untersagte die EU-Kommission die Fusion von Deutscher Börse und der London Stock Exchange.

## Rechtsfragen
Eine Legaldefinition für die Börse gelangte erst im November 2007 in das Börsengesetz (BörsG). In diesem Zusammenhang definierte der Gesetzgeber auch die Wertpapierbörsen und Warenbörsen. Wertpapierbörsen sind gemäß § 2 Abs. 2 BörsG Börsen, an denen Wertpapiere und sich hierauf beziehende Derivate im Sinne des § 2 Abs. 3 WpHG gehandelt werden. An Wertpapierbörsen können auch andere Finanzinstrumente im Sinne des § 2 Abs. 4 WpHG und Edelmetalle gehandelt werden.
Zum Besuch der Börse, zur Teilnahme am Börsenhandel und für Personen, die berechtigt sein sollen, für ein zur Teilnahme am Börsenhandel zugelassenes Unternehmen an der Börse zu handeln (Börsenhändler, Skontroführer), ist gemäß § 19 Abs. 1 BörsG oder § 27 Abs. 1 BörsG eine Zulassung durch die Geschäftsführung der Börse erforderlich. Wertpapiere, die im regulierten Markt an einer Börse gehandelt werden sollen, bedürfen nach § 33 Abs. 1 BörsG der Zulassung oder der Einbeziehung durch die Geschäftsführung, soweit nicht in § 37 BörsG oder in anderen Gesetzen etwas anderes bestimmt ist. Die Zulassung ist vom Emittenten der Wertpapiere zusammen mit einem Kreditinstitut, Finanzdienstleistungsinstitut oder einem nach § 53 Abs. 1 Satz 1 oder § 53b Abs. 1 Satz 1 KWG tätigen Unternehmen zu beantragen.

## Funktion
Zu unterscheiden ist bei Wertpapierbörsen zwischen der Marktbildungsfunktion, Finanzierungsfunktion und Zirkulationsfunktion. Die Marktbildungsfunktion organisiert und institutionalisiert den Effektenhandel, ihr wesentliches Merkmal ist der hohe Organisationsgrad der Börse. Die Finanzierungsfunktion sorgt auf dem Primärmarkt dafür, dass der Kapitalbedarf der Emittenten gedeckt wird und es auch auf dem Sekundärmarkt zu einem Ausgleich von Angebot und Nachfrage kommt. Die Zirkulationsfunktion schafft Marktliquidität, ermöglicht die Kursbildung und trägt zur Information der Marktteilnehmer über Marktdaten und damit zur Markttransparenz bei. Die jederzeitige Handelbarkeit selbst kleiner Wertpapierorders führt zudem zu einer Losgrößen-, Fristen- und Risikotransformation an den Wertpapierbörsen.
Wertpapierbörsen dienen vorrangig nicht der Emission von Titeln, sondern fungieren als Zirkulationsmarkt, der es den Anlegern ermöglicht, mit geringem Aufwand und möglichst niedrigen Kosten Wertpapiere zu erwerben und sich wieder von ihnen zu trennen. Dabei werden Wertpapierbörsen in der modernen Finanzmarkttheorie als eigenständige Institution, als ein Dienstleistungsunternehmen, angesehen, deren Funktion in der Begegnung von Vertragspartnern (Kontrahenten) besteht.